# 姚梅镇
姚梅镇（1915年—1993年），湖南益阳人，中国国际经济法专家，曾任武汉大学教授、博士生导师。

## 生平
幼年丧父，家境十分贫寒，在姚氏宗祠资助下，初中毕业后考入长沙湖南省立一中，1936年入读武汉大学法律系，大学毕业后留校任教。1943年-1946年，先后在国立商学院、国立贵州大学任教。1946年，受周鲠生之邀回武汉大学任教。院系调整，武大法律系被撤销，李达委任其为马列主义基础理论备课组组长。法律系恢复后，又担任法律系国家与法教研室主任，从事马列主义法学基础理论的教学与研究。
1957年的反右运动中，被划为“极右分子”，此后被长期下放劳动改造。1960年摘帽，回到学校农场继续劳动。文革中下放到湖北沙洋农场劳动。1979年法律系恢复后，担任系副主任并兼任国际法研究所副所长。1987年7月，加入中国共产党。